# Ernst Honigmann (Bergmann)
Ernst Gotthilf Honigmann (* 15. Oktober 1789 in Großörner; † 21. Oktober 1848 in Berlin) war ein deutscher Berggeschworener, Leiter der Essener Stinnes-Zechen und Major während der Befreiungskriege.

## Leben
Ernst Honigmann war der Sohn des Ackerwirts, Gastwirts und Mühlenbesitzers Johann Ehrenfried Honigmann (1749–1809) und seiner Ehefrau Maria Magdalena, geborene Damroth (1749–1807). Sein ältester Bruder war der Markscheider und Bergamtsdirektor Johann Ehrenfried Honigmann. Ernst Honigmann heiratete Maria Magdalena, geborene Franken aus Werden, mit der er zwei Kinder hatte. Seine Tochter Ernestina wurde 1821 geboren und starb 1862. Sein Sohn war der Maschineningenieur Ernst Honigmann (* 14. Juli 1824 in Essen; † 9. September 1902 in Luzern), der mit seinem Bruder Karl die Eisengießerei und Maschinenfabrik Ernst Honigmann und Cie. gründete – die spätere Essener Union.
Ernst Honigmann machte in Wetter an der Ruhr eine Ausbildung zum Bergmann und arbeitete dann dort als solcher. Ab 1814/15 nahm Honigmann in Belgien an den Befreiungskriegen teil, bei denen die französische Vorherrschaft unter Napoleon Bonaparte beendet werden sollte. Er erreichte zunächst den Rang eines Hauptmanns und schließlich den eines Majors.
Nach Ende des Krieges wurde Honigmann Berggeschworener beim Essen-Werdenschen Bergamt. Als er sich den Unternehmungen von Mathias Stinnes zuwandte, baute er in engem Zusammenwirken mit ihm dessen Bergwerksbesitz aus. Dabei begann er 1839 mit den Mutungen der Zechen Ernst und Mathias. Folgend war er in Essen mit federführend beim Auf- und Ausbau der späteren Tiefbauzechen Friedrich Ernestine, Graf Beust, und Zeche Victoria Mathias und teufte die Grube zur späteren Zeche Vereinigte Helene & Amalie ab. Zudem führte er 1842 die Verhandlungen zur Übernahme der bereits im Betrieb befindlichen Zeche Carolus Magnus in Essen-Bergeborbeck durch. Durch sein technisches Wissen erreichte er es, die unter dem wasserreichen Mergel liegenden Kohleflöze zu erschließen. Im Juni 1848 war er maßgeblich an der Gründung des Berggewerkenvereins zu Essen beteiligt, aus dem zehn Jahre später der Verein für die bergbaulichen Interessen hervorging.
1848 wurde Honigmann nach Berlin berufen, um an den Beratungen über die Reform der Berggesetzgebung teilzunehmen. Dort erlag er einem Herzversagen. Sein Sohn Ernst Honigmann folgte seinem Vater in Sachen Beratung der Belange der Stinneszechen.